# Баль-любрега
Баль-любре́га (кат. Vall-llobrega, вимова літературною каталанською [baʎʎubɾέɣə]) - муніципалітет, розташований в Автономній області Каталонія, в Іспанії. Код муніципалітету за номенклатурою Інституту статистики Каталонії - 172095. Знаходиться у районі (кумарці) Баш-Ампурда (коди району - 10 та BM) провінції Жирона, згідно з новою адміністративною реформою перебуватиме у складі Баґарії (округи) Жирона. 

## Назва муніципалітету
Назва муніципалітету походить від галльського (кельтського) Volo briga.

## Населення
Населення міста (у 2007 р.) становить 778 осіб (з них менше 14 років - 21,2%, від 15 до 64 - 69,7%, понад 65 років - 9,1%). У 2006 р. народжуваність склала 16 осіб, смертність - 6 осіб, зареєстровано 5 шлюбів. У 2001 р. активне населення становило 232 особи, з них безробітних - 15 осіб.

Серед осіб, які проживали на території міста у 2001 р., 369 народилися в Каталонії (з них 254 особи у тому самому районі, або кумарці), 37 осіб приїхало з інших областей Іспанії, а 32 особи приїхали з-за кордону. 

Вищу освіту має 13,2% усього населення. 

У 2001 р. нараховувалося 179 домогосподарств (з них 27,4% складалися з однієї особи, 27,4% з двох осіб,24,6% з 3 осіб, 15,1% з 4 осіб, 5% з 5 осіб, 0,6% з 6 осіб, 0% з 7 осіб, 0% з 8 осіб і 0% з 9 і більше осіб).

Активне населення міста у 2001 р. працювало у таких сферах діяльності : у сільському господарстві - 8,8%, у промисловості - 10,6%, на будівництві - 16,6% і у сфері обслуговування - 64,1%. 

 У муніципалітеті або у власному районі (кумарці) працює 293 особи, поза районом - 133 особи.

### Безробіття
У 2007 р. нараховувалося 24 безробітних (у 2006 р. - 18 безробітних), з них чоловіки становили 25%, а жінки - 75%.

## Економіка

### Підприємства міста

#### Промислові підприємства
| \| Промислові підприємства міста, за сферою діяльності \| Промислові підприємства міста, за сферою діяльності \| Промислові підприємства міста, за сферою діяльності \| \| Рік \| 2002 р. \| 2001 р. \| \| --------------------------------------------------- \| --------------------------------------------------- \| --------------------------------------------------- \| \| Енергетичні та водні ресурси \| 0% \| 0% \| \| Хімія та метали \| 5,9% \| 8,3% \| \| Переробка металів \| 47,1% \| 50% \| \| Продукти харчування \| 17,6% \| 16,7% \| \| Текстиль \| 11,8% \| 8,3% \| \| Виробництво меблів, видання \| 11,8% \| 16,7% \| \| Інше \| 5,9% \| 0% \| \| Усього підприємств \| 17 \| 12 \| |         |         |
| Промислові підприємства міста, за сферою діяльності |         |         |
| Рік | 2002 р. | 2001 р. |
| Енергетичні та водні ресурси | 0%      | 0%      |
| Хімія та метали | 5,9%    | 8,3%    |
| Переробка металів | 47,1%   | 50%     |
| Продукти харчування | 17,6%   | 16,7%   |
| Текстиль | 11,8%   | 8,3%    |
| Виробництво меблів, видання | 11,8%   | 16,7%   |
| Інше | 5,9%    | 0%      |
| Усього підприємств | 17      | 12      |

#### Роздрібна торгівля
| \| Підприємства роздрібної торгівлі міста, за сферою діяльності \| Підприємства роздрібної торгівлі міста, за сферою діяльності \| Підприємства роздрібної торгівлі міста, за сферою діяльності \| \| Рік \| 2002 р. \| 2001 р. \| \| ------------------------------------------------------------ \| ------------------------------------------------------------ \| ------------------------------------------------------------ \| \| Продукти харчування \| 35,7% \| 30,8% \| \| Одяг та взуття \| 7,1% \| 0% \| \| Товари для дому \| 14,3% \| 15,4% \| \| Книги та періодичні видання \| 0% \| 0% \| \| Промислова хімічна продукція \| 14,3% \| 15,4% \| \| Продукція, пов'язана з транспортними засобами \| 0% \| 0% \| \| Інше \| 28,6% \| 38,5% \| \| Усього підприємств \| 14 \| 13 \| |         |         |
| Підприємства роздрібної торгівлі міста, за сферою діяльності |         |         |
| Рік | 2002 р. | 2001 р. |
| Продукти харчування | 35,7%   | 30,8%   |
| Одяг та взуття | 7,1%    | 0%      |
| Товари для дому | 14,3%   | 15,4%   |
| Книги та періодичні видання | 0%      | 0%      |
| Промислова хімічна продукція | 14,3%   | 15,4%   |
| Продукція, пов'язана з транспортними засобами | 0%      | 0%      |
| Інше | 28,6%   | 38,5%   |
| Усього підприємств | 14      | 13      |

#### Сфера послуг
| \| Підприємства міста, що працюють у сфері послуг, за діяльністю \| Підприємства міста, що працюють у сфері послуг, за діяльністю \| Підприємства міста, що працюють у сфері послуг, за діяльністю \| \| Рік \| 2002 р. \| 2001 р. \| \| ------------------------------------------------------------- \| ------------------------------------------------------------- \| ------------------------------------------------------------- \| \| Гуртова торгівля \| 21,3% \| 25,6% \| \| Готелі та готельний бізнес \| 23,4% \| 25,6% \| \| Транспорт та зв'язок \| 6,4% \| 4,7% \| \| Посередницькі фінансові послуги \| 0% \| 0% \| \| Послуги підприємствам \| 6,4% \| 9,3% \| \| Послуги фізичним особам \| 23,4% \| 23,3% \| \| Нерухомість та ін. \| 19,1% \| 11,6% \| \| Усього підприємств \| 47 \| 43 \| |         |         |
| Підприємства міста, що працюють у сфері послуг, за діяльністю |         |         |
| Рік | 2002 р. | 2001 р. |
| Гуртова торгівля | 21,3%   | 25,6%   |
| Готелі та готельний бізнес | 23,4%   | 25,6%   |
| Транспорт та зв'язок | 6,4%    | 4,7%    |
| Посередницькі фінансові послуги | 0%      | 0%      |
| Послуги підприємствам | 6,4%    | 9,3%    |
| Послуги фізичним особам | 23,4%   | 23,3%   |
| Нерухомість та ін. | 19,1%   | 11,6%   |
| Усього підприємств | 47      | 43      |

## Житловий фонд
У 2001 р. 1,7% усіх родин (домогосподарств) мали житло метражем до 59 м2, 22,9% - від 60 до 89 м2, 37,4% - від 90 до 119 м2 і
38% - понад 120 м2.

З усіх будівель у 2001 р. 92,9% було одноповерховими, 6,4% - двоповерховими, 0,4
% - триповерховими, 0,4% - чотириповерховими, 0% - п'ятиповерховими, 0% - шестиповерховими,
0% - семиповерховими, 0% - з вісьмома та більше поверхами.

## Автопарк
| \| Автомобілі, зареєстровані у місті, за призначенням \| Автомобілі, зареєстровані у місті, за призначенням \| Автомобілі, зареєстровані у місті, за призначенням \| \| Рік \| 2006 р. \| 2005 р. \| \| -------------------------------------------------- \| -------------------------------------------------- \| -------------------------------------------------- \| \| Приватні автомобілі \| 54,9% \| 56,1% \| \| Мотоцикли \| 12,1% \| 11,3% \| \| Вантажівки \| 28,5% \| 28,6% \| \| Трактори \| 0% \| 0% \| \| Автобуси та ін. \| 4,4% \| 4% \| \| Усього автомобілів \| 708 шт. \| 647 шт. \| |         |         |
| Автомобілі, зареєстровані у місті, за призначенням |         |         |
| Рік | 2006 р. | 2005 р. |
| Приватні автомобілі | 54,9%   | 56,1%   |
| Мотоцикли | 12,1%   | 11,3%   |
| Вантажівки | 28,5%   | 28,6%   |
| Трактори | 0%      | 0%      |
| Автобуси та ін. | 4,4%    | 4%      |
| Усього автомобілів | 708 шт. | 647 шт. |

## Вживання каталанської мови
У 2001 р. каталанську мову у місті розуміли 99,5% усього населення (у 1996 р. - 97,2%), вміли говорити нею 92,3% (у 1996 р. - 
91,9%), вміли читати 90,7% (у 1996 р. - 87%), вміли писати 66,6
% (у 1996 р. - 54,2%). Не розуміли каталанської мови 0,5%.

## Політичні уподобання
У виборах до Парламенту Каталонії у 2006 р. взяло участь 313 осіб (у 2003 р. - 315 осіб). Голоси за політичні сили розподілилися таким чином:
| \| Вибори до Парламенту Каталонії \| Вибори до Парламенту Каталонії \| Вибори до Парламенту Каталонії \| \| Рік \| 2006 р. \| 2003 р. \| \| -------------------------------------- \| ------------------------------ \| ------------------------------ \| \| Конвергенція та Єднання (CiU) \| 30% \| 29,2% \| \| Соціалістична партія Каталонії (PSC) \| 16,9% \| 18,1% \| \| Народна партія (PP) \| 8,9% \| 7% \| \| Ініціатива за зелену Каталонію (IC) \| 11,2% \| 12,4% \| \| Республіканська лівиця Каталонії (ERC) \| 30,4% \| 32,1% \| \| Громадянська партія (C's) \| 0,6% \| 0% \| \| Інші \| 1,9% \| 1,3% \| |         |         |
| Вибори до Парламенту Каталонії |         |         |
| Рік | 2006 р. | 2003 р. |
| Конвергенція та Єднання (CiU) | 30%     | 29,2%   |
| Соціалістична партія Каталонії (PSC) | 16,9%   | 18,1%   |
| Народна партія (PP) | 8,9%    | 7%      |
| Ініціатива за зелену Каталонію (IC) | 11,2%   | 12,4%   |
| Республіканська лівиця Каталонії (ERC) | 30,4%   | 32,1%   |
| Громадянська партія (C's) | 0,6%    | 0%      |
| Інші | 1,9%    | 1,3%    |

У муніципальних виборах у 2007 р. взяло участь 428 осіб (у 2003 р. - 367 осіб). Голоси за політичні сили розподілилися таким чином:
| \| Муніципальні вибори \| Муніципальні вибори \| Муніципальні вибори \| \| Рік \| 2007 р. \| 2003 р. \| \| -------------------------------------- \| ------------------- \| ------------------- \| \| Конвергенція та Єднання (CiU) \| 29,4% \| 19,3% \| \| Соціалістична партія Каталонії (PSC) \| 10,3% \| 12,5% \| \| Народна партія (PP) \| 0% \| 0% \| \| Ініціатива за зелену Каталонію (IC) \| 33,6% \| 46,9% \| \| Республіканська лівиця Каталонії (ERC) \| 26,6% \| 21,3% \| \| Громадянська партія (C's) \| 0% \| 0% \| \| Інші \| 0% \| 0% \| |         |         |
| Муніципальні вибори |         |         |
| Рік | 2007 р. | 2003 р. |
| Конвергенція та Єднання (CiU) | 29,4%   | 19,3%   |
| Соціалістична партія Каталонії (PSC) | 10,3%   | 12,5%   |
| Народна партія (PP) | 0%      | 0%      |
| Ініціатива за зелену Каталонію (IC) | 33,6%   | 46,9%   |
| Республіканська лівиця Каталонії (ERC) | 26,6%   | 21,3%   |
| Громадянська партія (C's) | 0%      | 0%      |
| Інші | 0%      | 0%      |